# Kollektiveigentum
Dieser Artikel wurde aufgrund inhaltlicher und/oder formaler Mängel auf der Qualitätssicherungsseite des Portals Wirtschaft eingetragen. 
Du kannst helfen, indem du die dort genannten Mängel beseitigst oder dich an der Diskussion beteiligst.
Als Kollektiveigentum oder Gemeineigentum wird im Unterschied zum Privateigentum solches Eigentum bezeichnet, das nicht einer einzigen (natürlichen oder juristischen) Person gehört, sondern von einem sozialen Kollektiv oder einer Gemeinschaft verwaltet, genutzt, gepflegt oder produziert wird (siehe Commons). Je nach Gegenstand und ideologischer Sichtweise gibt es unterschiedliche Definitionen von Kollektiveigentum, wobei das marxistisch-kommunistische Begriffsverständnis vorherrscht. Die ökonomische Bewertung von Kollektiveigentum als Allgemeingut wird unter dem Stichwort Tragik der Allmende diskutiert.

## Begriffsgeschichte
Bereits der griechische Philosoph Platon sah in seinem Hauptwerk über den idealen Staat Politeia eine Familien- und Gütergemeinschaft für die oberen Stände vor. Dieses Modell wurde in der Moderne als „platonischer Kommunismus“ bezeichnet.
Karl Marx schreibt in seinem Werk Zur Kritik der politischen Ökonomie, es sei ein verbreitetes Vorurteil, zu glauben, dass die Form des naturwüchsigen Gemeineigentums spezifisch slawisch oder gar ausschließlich russisch sei. Sie sei vielmehr als Urform bei Römern, Germanen, Kelten und Indern nachzuweisen. Er behauptet sogar, die verschiedenen Originaltypen von römischem und germanischem Privateigentum seien aus verschiedenen Formen des indischen Gemeineigentums abzuleiten.
Als gesellschaftliches Eigentum wird eine Eigentumskonzeption im ehemaligen Jugoslawien bezeichnet.

## Politische Theorie
Die Idee einer solidarischen Gemeinschaft mit kollektivem Eigentum geht auf verschiedene Utopien (vgl. etwa Thomas Morus’ Utopia und Campanellas Sonnenstaat), aber auch auf bestimmte Hypothesen (siehe Urkommunismus) zurück. Als reales Beispiel wird unter anderem auf die Gütergemeinschaft der Jerusalemer Urgemeinde hingewiesen.

### Sozialismus und Kommunismus
Kollektives Eigentum ist ein elementarer Bestandteil der politischen Ideen des Sozialismus und des Kommunismus und meint hier das gemeinsame Eigentum einer ganzen Gesellschaft an bestimmten Gütern.
Nach Karl Marx ist die Aufhebung des Privateigentums an Produktionsmitteln in der Diktatur des Proletariats die ökonomische Voraussetzung der klassenlosen Gesellschaft. Im Manifest der Kommunistischen Partei fordern Marx und Engels die Verstaatlichung aller Produktionsinstrumente: „Das Proletariat wird seine politische Herrschaft dazu benutzen, der Bourgeoisie nach und nach alles Kapital zu entreißen, alle Produktionsinstrumente in den Händen des Staats, d. h. des als herrschende Klasse organisierten Proletariats, zu zentralisieren und die Masse der Produktionskräfte möglichst rasch zu vermehren.“
Dieses Programm – Verstaatlichung der Produktionsmittel durch einen zentralisierten Staat – wurde in den realsozialistischen Staaten direkt umgesetzt. Dabei betonten (auch marxistische) Kritiker  allerdings, dass das Kollektiveigentum nicht nur auf der Ebene juristischer Besitzverhältnisse umgesetzt werden müsse, sondern auch auf der sozialen und politischen Ebene kollektiver Verfügbarkeit – kollektives Eigentum müsse zugleich mit einer umfassenden Demokratisierung des Produktionsprozesses einhergehen. Da dies im Realsozialismus nicht geschehen sei, handele es sich de facto um Staatseigentum.
Bekannte Organisationsformen des Kollektiveigentums mit relativer Verfügungsmacht der kollektiven Eigentümer in realsozialistischen Staaten sind die Kolchose und die Sowchose. Juristisch zählen auch die Volkseigenen Betriebe (VEB) der DDR als Kollektiveigentum, allerdings blieben die juristischen Eigentümer von der Mitbestimmung über ihr Eigentum faktisch zugunsten einer bürokratisch gelenkten Zentralverwaltungswirtschaft ausgeschlossen.

### Anarchismus
Der Anarchismus tritt für Autogestion ein. In kollektivistischen und syndikalistischen Strömungen wird Kollektiveigentum als zentrale Vorstellung geführt. Statt staatlichen oder privaten Eigentums an Produktionsmitteln sollen die Arbeitsmittel in Kollektivbesitz überführt und von den Produzierenden selbst kontrolliert und verwaltet werden. Das Eigentümerkollektiv ist hier beschränkt auf die Arbeiterschaft eines Betriebs und die Konsumenten eines Markts. Vergleichbare dezentrale und kollektive Arrangements finden sich bei der Bewirtschaftung natürlicher Ressourcen in traditionellen Gesellschaften in Form der Allmende.

## Rechtswissenschaft

### Bürgerliches Recht
Mit dem Tode des Erblassers fällt sein gesamtes Vermögen in die Erbengemeinschaft gemäß § 1922 Abs. 1 Bürgerliches Gesetzbuch und wird somit zu Kollektiveigentum der Erben (Schweiz: Gesamthandvermögen; Deutschland: Gesamthandseigentum). Entscheidungen über die weitere Verwendung oder Nutzung des Vermögens können nur durch alle Erben gemeinschaftlich gemäß §§ 2032 ff. BGB getroffen werden. Erst durch die Teilung der Erbschaft unter den Erben verwandelt sich das Kollektiveigentum zu Privateigentum des jeweiligen Erben. Bis dahin gilt die Gemeinschaft der Erben in Deutschland als Gesellschaft bürgerlichen Rechts (GbR), in der nur einstimmige Beschlüsse gefasst werden können.

### Bodenordnung
Als althergebrachte Bodenordnung ist das Kollektiveigentum seit Jahrhunderten bekannt. Im deutschsprachigen Raum (speziell im Alemannischen) wurde diese kollektive Nutzung als Allmend bezeichnet.

### Immobilien
Bei Wohnungen kann in Deutschland ein Teileigentum an Immobilien gemäß § 1 WEG begründet werden. Die jeweiligen Miteigentümer bilden einen Wohnungseigentümergemeinschaft gemäß § 10 WEG. Dabei steht die Wohnung als solches im Privateigentum jedes Miteigentümers, nur über das gemeinschaftliche Eigentum gemäß § 1 Abs. 5 WEG also das Grundstück sowie die Teile, Anlagen und Einrichtungen des Gebäudes entscheidet die Wohnungseigentümergemeinschaft. Das Verhältnis der Stimmrechte ist nicht nach Köpfen, sondern nach dem Verhältnis der Teilungserklärung und dem WEG (§ 10 Abs. 2 WEG).

### Gesellschaftsrecht
Als Kollektiveigentum können auch die Vermögensbestandteile juristischer Personen (Aktiengesellschaft, Gesellschaft mit beschränkter Haftung, Verein oder Ähnliches) betrachtet werden. Durch die Einzahlung (Liberierung) der gezeichneten Gesellschaftsanteile (Aktien, Stammanteile) erwerben die Gesellschafter Anteile am Vermögen einer juristischen Person. Bei der Liquidation einer solchen Gesellschaft stehen allen Anteilseignern Anteile am Liquidationsüberschuss im Verhältnis ihrer Anteilsrechte zu.

### Vergesellschaftung im Grundgesetz
Nach Art. 15 Grundgesetz können Grund und Boden, Naturschätze und Produktionsmittel zum Zwecke der Vergesellschaftung durch ein Gesetz, das Art und Ausmaß der Entschädigung regelt, in Gemeineigentum oder in andere Formen der Gemeinwirtschaft überführt werden. (Art. 14 regelt die Enteignung in Einzelfällen).
Die in Art. 14 geregelten Einschränkungen sind umfang- und folgenreich und besagen, dass eine Enteignung nur dann erlaubt ist, wenn diese dem "Wohle der Allgemeinheit" dient. Die Enteignung kann nur eingesetzt werden, wenn eine legitime staatliche Aufgabe mit den üblicherweise von der Rechtsordnung zur Verfügung gestellten Mitteln nicht verwirklicht werden kann.